# Trichillum depilatum
Trichillum depilatum är en skalbaggsart som beskrevs av Vladimir Balthasar 1942. Trichillum depilatum ingår i släktet Trichillum och familjen bladhorningar. Inga underarter finns listade i Catalogue of Life.